# Lista regilor ostrogoți

## Regi
- Valamir (Valamer, Walamer) (445-469)
- Theodemir (Thiudimer) (469-474)
- Theodoric I „cel Mare” (Theodoric, Theuderih) (474-526)
- Athalaric (Atalarih) (526-534) - a domnit sub regența mamei sale Amalasuntha
- Theodahad (535-536) - depus din tron de bizantini
- Vitiges (Witigis) (536-540) - comandant militar înscăunat de bizantini în urma căsătoriei cu Matasuntha, nepoata lui Teodoric I
- Eraric (541)
- Totila, zis Bodulia (541-552) - moare în bătălia de la Busta Gallorum
- Teia (Theia) (552) - moare în bătălia de la Mons Lactarius

În 555 regatul ostrogot a fost cucerit de către Imperiul Bizantin.